# USS LST-2
O USS LST-2 foi um navio de guerra norte-americano da classe LST que operou durante a Segunda Guerra Mundial.

## História
O batimento de quilha do LST-2 ocorreu no dia 23 de junho de 1942 em Pittsburgh, Pennsylvania pela Dravo Corporation, sendo lançado ao mar no dia 19 de setembro de 1942 e após foi comissionado no dia 9 de fevereiro de 1943
Durante a guerra, o USS LST-2 participou no Teatro de operações da Europa-África-Meio Leste, tendo participado das campanhas: Ocupação do Norte da África (antes de 1943), desembarques em Salerno (9 de setembro de 1943), a ocupação da Sicília (julho de 1943), invasão da Normandia (junho de 1944).
Em seguida foi descomissionado no dia 28 de novembro de 1944, sendo então enviado ao comando da Marinha Real Britânica.

### Marinha Real Britânica
Foi comissionado na Marinha Real Britânica no dia 29 de novembro de 1944 como sendo o HM LST-2, tendo no mês de dezembro de 1944 saído de viagem para a Escócia, permanecendo entre os meses de dezembro de 1944 e agosto de 1945 em preparação para o serviço no leste.
No dia 17 de agosto de 1945, partiu de Southampton, com destino à Bombay, Índia, passando pelo porto de Said, Egito, chegando neste ponto no dia 21 de setembro de 1945. Realizou diversas viagens entre Madras, Singapura e Trincomalee.
No mês de março de 1946 foi vendido de volta aos EUA em Changi, partindo da Baía de Subic, Filipinas no dia 1 de abril de 1946, retornando à custódia da Marinha norte-americana no dia 13 de abril de 1946.
Foi retirado dos registros navais norte-americanos no dia 5 de junho de 1946, sendo em seguida vendido no dia 5 de dezembro de 1947, em Bosey, Filipinas, com finalidade desconhecida.
Durante a Segunda Guerra Mundial, o USS LST-2 recebeu quatro estrelas de batalha pelo seu serviço.

## Campanhas
| Ocupação do Norte da África | antes de 1943         |
| desembarques em Salerno     | 9 de setembro de 1943 |
| Ocupação da Sicília         | julho de 1943         |
| Invasão da Normandia        | junho de 1944         |

## Condecorações
| Medalha de Campanha Americana                       |
| Medalha de Campanha da Europa-África-Meio Leste (4) |
| Medalha da Vitória da Segunda Guerra Mundial        |